# Anaglyphites laximandibule
Anaglyphites laximandibule is een keversoort uit de familie Cupedidae. De wetenschappelijke naam van de soort is voor het eerst geldig gepubliceerd in 1980 door Lin.